# 埃平站
埃平站（英語：Epping tube station）是倫敦地鐵中央線車站，位於埃塞克斯郡的埃平林區。該站為埃平林區八座倫敦地鐵站其中之一，位於倫敦軌道運輸第6收費區。
該站為中央線東北端的終站，距離前一站塞登博伊斯約3分鐘車程。

## 列車班次
截至2020年1月，在非繁忙時段，埃平站的中央線列車班次如下：
- 每小時9班 往西萊斯里普

除此以外，清晨個別班次會以伊靈大道為總站。

## 歷史
1856年，東郡鐵路開通了斯特拉福德和勞頓之間的雙軌鐵路。 1865 年，其後繼者大東部鐵路公司增加了一條從勞頓到翁加爾（Ongar）的單軌延伸線。由於該線路廣受歡迎，大東部鐵路於 1892 年為勞頓和埃平之間的鐵路複軌化。當時該路線班次頻密，每天有 50 趟列車往返於利物浦街和勞頓之間，另有 22 趟列車繼續前往埃平，還有 14 趟列車前往翁加爾。
1949 年 9 月 25 日，勞頓至埃平一段鐵路成為倫敦地鐵中央線的一部分，此後只有埃平至翁加爾的單軌線繼續由蒸汽火車營運。英國鐵路公司繼續在該單軌線營運，直到 1957 年該線實現電氣化並成為中央線的一部分。然而，除了偶爾的車務運作外，中央線列車服務普遍以埃平、而非翁加爾為起訖站，埃平和翁加爾間則另設穿梭列車服務。 1981 年 11 月 2 日，布萊克廳（Blake Hall）站關閉，穿梭列車通過該車站。 1994 年 9 月 30 日，倫敦地鐵取消了埃平至翁加爾之間的服務，並隨後出售了該段鐵路。埃平—翁加爾鐵路大部分（埃平站以東約數百米處至翁加爾站）現已成為遺產鐵路。根據財務規劃，由於遺產列車無法延伸服務至埃平站內，遺產鐵路公司建議在靠近埃平站的地方建造一個名為埃平森林 （Epping Forest） 的新車站。
此後，埃平站的乘客數量在 1990 年代中期有所增加。由於埃平及其周邊村莊的顯著發展，埃平站的客量增長仍在持續。另外，哈洛、畢曉普斯托福德和切姆斯福德等附近城鎮的許多居民會使用該站而不使用該些鎮上的國家火車站，因為乘坐倫敦地鐵前往倫敦比乘坐國家鐵路便宜得多。目前，在工作日，埃平站的停車場經常在早上 6:30 就已經爆滿，導致埃平當地居民泊車非常困難（中央線上的鄰近車站，如 塞登博伊斯和迪布頓，亦有同樣問題）。因此當地居民及團體均希望重開北威爾德（North Weald）和翁加爾站，以紓緩埃平一帶泊車困難的問題。2008 年 5 月 11 日，唐寧街網站出現了一份呼籲重開北威爾德和翁加爾站的電子請願書。該請願於 2008 年 12 月 11 日結束，並收集了共 1012 個簽名。 

### 規劃歷史

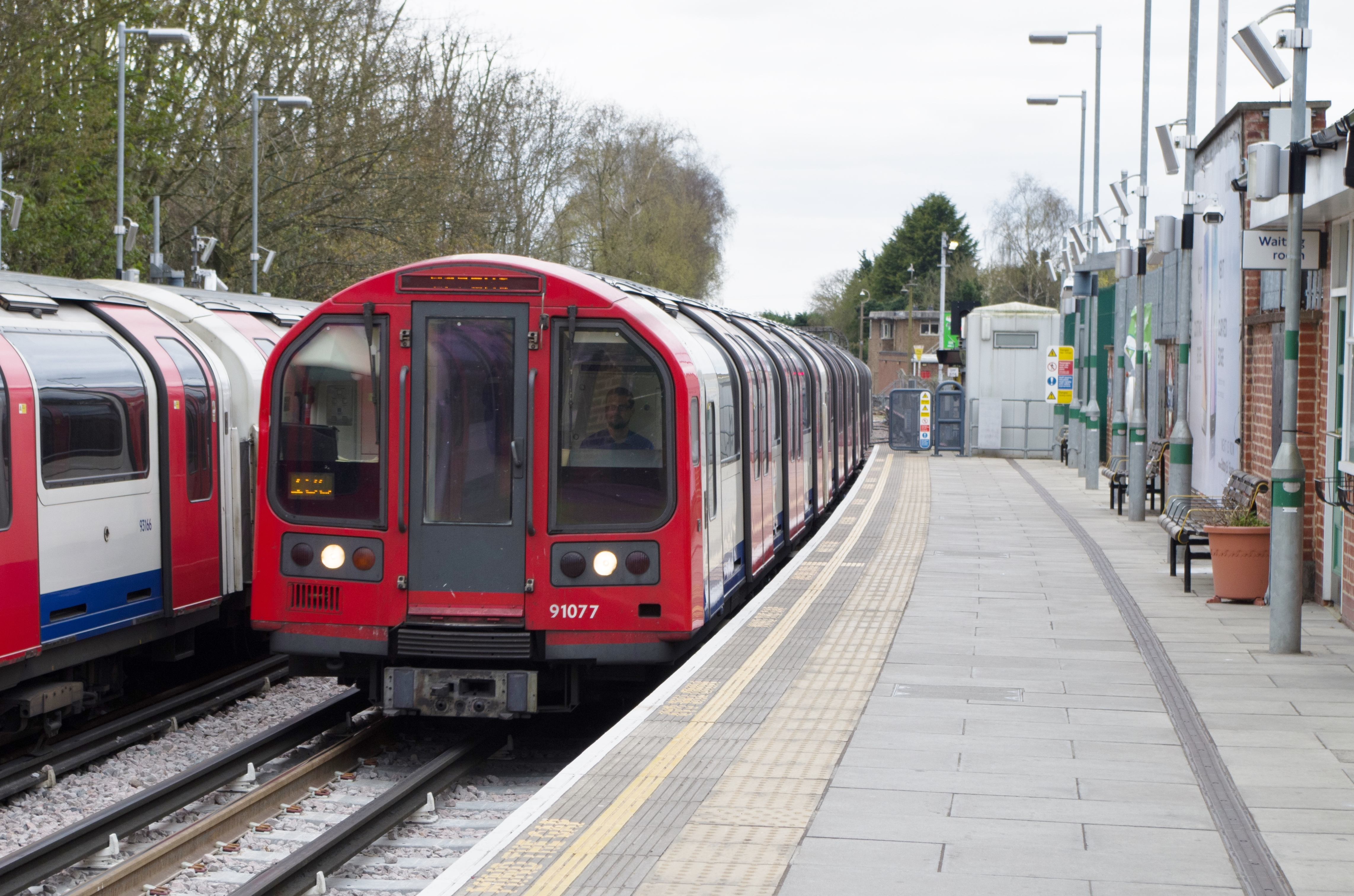
抵達埃平站的地鐵列車

埃平站曾於1995年的快速地鐵（Express Metro）規劃中成為該線的擬議東端總站。2000年，在橫貫鐵路、車路士—哈克尼線的規劃過程中，由於車路士—哈克尼線計劃使用中央線萊頓斯通至埃平一段鐵路，埃平站因此亦成為該線擬議的東端總站。2007年，由於橫貫鐵路（即現伊利沙伯線）獲優先落實，規劃中的車路士—哈克尼線因此改稱橫貫鐵路2。該線的沿線土地於2008年獲立法保護，以從規劃上確保該些土地的使用不會阻礙該鐵路發展。
然而，2013、14、15 年倫敦交通局為橫貫鐵路2舉行的三場公眾諮詢中，擬建路線的東段走線已改為主要經過亞歷山德拉宮和李河谷線沿線地區，不再計劃使用中央線萊頓斯通至埃平一段鐵路。
2021 年，哈洛區議會提議將中央線從埃平東延至哈洛，並認為這將減少來往埃平和倫敦的旅行時間，並有助哈洛增加 19,000 套新住宅，並將該鎮人口增加到 13 萬人。然而，該計劃並未獲分配資金以進行進一步的規劃。

## 瑣事
- 倫敦地鐵上最長的不換車旅程是中央線西萊斯里普至埃平（34.1 英里/54.9 公里），需時約1小時28分鐘[22]。
- 該站擁有最大的倫敦地鐵站公共停車場，擁有 519 個車位[23]。
- 該站是唯一一個位於M25高速公路以外、而又沒有大都會線服務的倫敦地鐵站。